# Arte precolombino de Mesoamérica

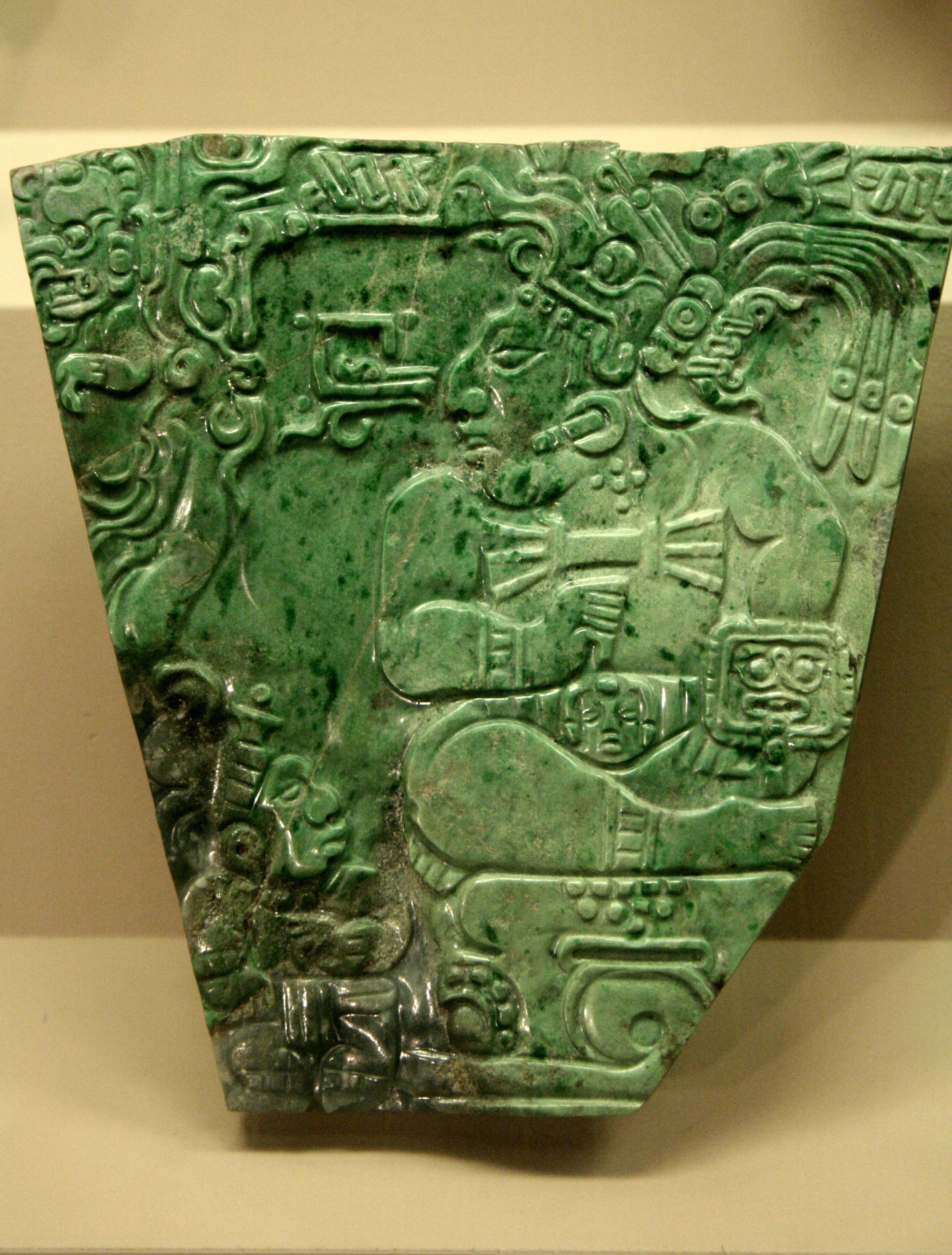
Relieve maya en jade.

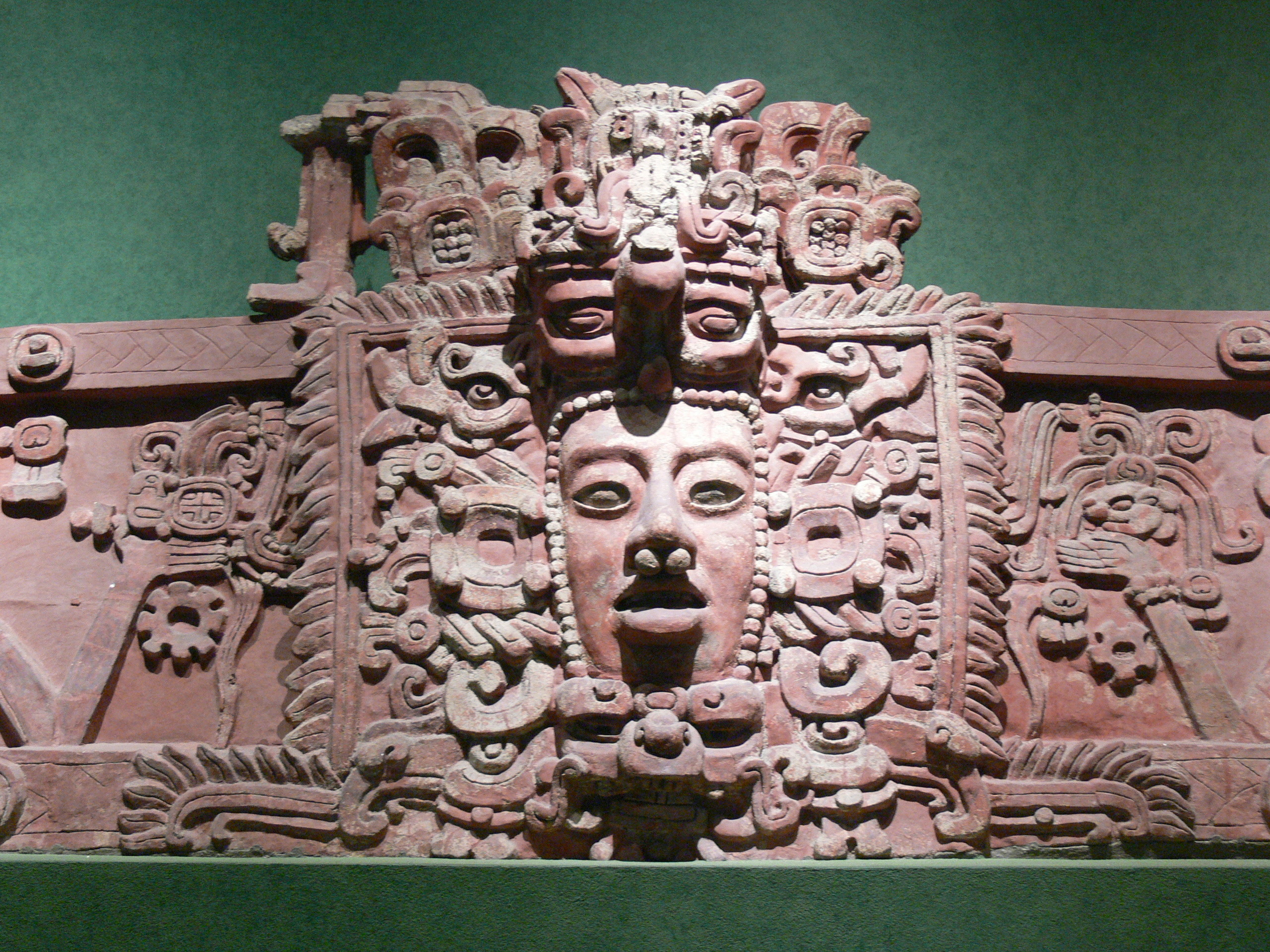
Máscara maya.

Las grandes civilizaciones de Norteamérica antes de la llegada de Cristóbal Colón surgen en Mesoamérica, y muy en particular en el sur del México actual. Su cronología abarca aproximadamente desde 29000 a. C. a 1500 d. C., época en que parte de la civilización indígena fue destruida por la invasión europea.

## Introducción
Es indiscutible que la civilización mesoamericana evolucionó al margen de Europa, y también, probablemente, del mundo oriental. Este aislamiento arranca de las postrimerías del Paleolítico superior, en el momento en que los futuros indios americanos, oriundos de Asia, atravesaron el paso entre Siberia y Alaska. Al desaparecer el puente de Bering, los americanos quedaron aislados y fuera del alcance de influencias externas.
En este lapso de 3.000 años, surgen y desaparecen diversas civilizaciones muy complejas, algunas de ellas creadoras de una arquitectura monumental y avanzada, y también de notables muestras de cerámica, talla de piedra y madera, y pintura.

## Períodos prehispánicos
Las culturas de Mesoamérica se dividen en tres períodos cuya cronología aproximada es la que sigue: período preclásico, desde 2500 a. C. hasta el año 200 d. C.; periodo clásico, del 200 d. C. al 800 d. C.; y período posclásico, del 800 hasta la conquista española en 1521 aproximadamente. 

### Preclásico
El preclásico produjo principalmente cerámica no ornamentada, pero también las creaciones de la cultura olmeca, muy evolucionada, que floreció poco más o menos entre 1200 a. C. y 600 a. C. Muy famosas son sus figurillas de jade y sus ciclópeas cabezas de piedra, sobrecogedoras por su enigmático simbolismo, que miden a veces más de 2,00 metros de altura. Están ejecutadas con un acusado sentido naturalista: los labios abultados y la expresión ceñuda les confieren una tensión inquietante. Parece que los olmecas iniciaron la tradición mesoamericana de construir colosales centros ceremoniales de piedra y de llevar una notación cronológica.
De manera más detallada se puede afirmar que este período abarca tres épocas:

#### 2500 a 1200 a. de N.E.
Sólo existieron comunidades tribales igualitarias. Las aldeas que se establecían junto a los campos de cultivo no superaban las 20 chozas y estas eran muy parecidas entre sí porque respondían a la homogeneidad del grupo. La vida comunitaria giraba en torno a la actividad agrícola pero había un incipiente intercambio comercial entre las aldeas.

#### 1200 a 400 a. de N.E.
En este periodo se produjeron adelantos técnicos importantes: represas, canales, terrazas y otros sistemas de control de agua. Hay una creciente especialización del trabajo y surge la diferenciación social. Las desigualdades entre los individuos se hacen evidentes en la riqueza o pobreza de sus tumbas y ofrendas funerarias, en las representaciones artísticas y en la importancia de objetos de lujo (figurillas de piedra verde, espejos de hematita, polvo de cinabrio, adornos de hueso, concha y piedras semipreciosas, etc.). Hay mayor intercambio económico

#### 400 a. de N. E. a 200 d. de N.E.
Ocaso del mundo olmeca. Algunos asentamientos aumentaron de tamaño y complejidad hasta el punto de convertirse en centros de poder regional. Hubo luchas de poder en el intento de controlar el comercio y la política. Los centros urbanos de poder se distinguen por un tipo arquitectónico de plazas, plataformas y templos monumentales, con rampas o escalinatas. En este periodo se construyeron pirámides enormes, como la del Sol en Teotihuacán. El comercio tuvo gran importancia en esta etapa. Se inventó un tipo de escritura jeroglífica. Hacia el final de este periodo se inventó la cuenta larga, el sistema de cómputo calendárico más complejo de Mesoamérica. 

### Clásico
Durante el período clásico se consolidan las comunidades agrarias de carácter teocrático asentadas en metrópolis sagradas, distintas según la zona, pero con una serie de rasgos comunes: escritura jeroglífica, amplio conocimiento de la astronomía y macizos templos de base piramidal, así como un enigmático juego de pelota de significado ritual y una iconografía equiparable de divinidades, algunas de ellas despiadadas y crueles. En el período clásico las artes, y sobre todo el urbanismo y la arquitectura, gozaron de gran esplendor. Asimismo, la prosperidad del comercio, el poder y bienestar de las élites y el desarrollo del calendario, la escritura y el conocimiento astronómico son rasgos importantes del Clásico mesoamericano.
Se identifica este periodo a través del gran desarrollo en el comercio y tecnología que llevó a diversas culturas a un urbanismo monumental. Los mejores ejemplos son Teotihuacán, Monte Albán y las ciudades mayas. Todas las ciudades mesoamericanas del Clásico se construyeron siguiendo un modelo cósmico, en estrecha relación con los movimientos de los astros en el horizonte. Además, estas ciudades están profusamente decoradas con esculturas, mosaicos, estuco pintado y murales, con lo cual denota su importancia política, religiosa y cultural. Asimismo, en los centros urbanos se producían bienes que circulaban entre las élites mesoamericanas: tallas de piedras semipreciosas, tocados de plumas, prendas finas de algodón, adornos de concha, cerámica de lujo.
El final del periodo Clásico, entre el 650 y el 900, se marca a partir de la decadencia de las grandes ciudades, que van cayendo una a una por causas todavía no explicadas satisfactoriamente.
Durante el Clásico mesoamericano se distinguen:
*Centro de México Teotihuacán, la capital clásica más importante de todas, ciudad sagrada de unos 85.000 habitantes, en la altiplanicie mexicana.
*Oaxaca Monte Albán en primer lugar, seguido de otros centros como Huijazoo, Zaachila, Jalieza, Macuilxóchitl, Lambityeco, Yagul y Mitla.
*Área del Golfo El Tajín y Cerro de las Mesas, independientes. Matacapan, como tributaria de Teotihuacán.
*Occidente el desarrollo social y político de esta zona no alcanzó el grado de complejidad de Mesoamérica, la excepción fue el área de Guerrero, a lo largo del río Balsas y sus afluentes.
*Norte regiones de Río Verde y Sierra Gorda (centros Ranas y Toluquilla) y la Cultura Chalchihuites, que se extendió a lo largo de territorios de los actuales Durango, Zacatecas, y Jalisco y que comprendió las mayores capitales del Norte fueron: La Quemada y Alta Vista.
*Sureste Kaminaljuyú, Tikal y Uaxactún en Guatemala, Copán y Quiriguá en Honduras, en México: Calakmul , Palenque, Yaxchilán, Piedras Negras, Bonampak, Uxmal, Kabah, Labná.
Más conocida es la difundida civilización maya, cuyas realizaciones artísticas se hallan muy relacionadas con la lluvia y la fecundidad del suelo. En el aspecto formal, predomina la ornamentación labrada en bajorrelieve; son pocas las figuras esculpidas en bulto redondo. Aun así, los mayas demuestran, tanto en la talla de la madera como de la piedra, un notable dominio del diseño libre, cursivo, a menudo de intrincada densidad. Los jeroglíficos (muchos de ellos ya descifrados) proliferan a través de la superficie, ocupando el espacio en torno a figuras muy estilizadas pero expresivas. Este tipo de labra se da sobre todo en los templos, jambas y dinteles de puerta, y también en las estelas conmemorativas que a veces alcanzan hasta 10,00 metros de altura. Una de las manifestaciones más interesantes y prolíficas del arte maya es la cerámica, bien en forma de vasos, a menudo pintados, o de figurillas. Se conservan algunos códices mayas y raras muestras supérstites de pinturas murales del período clásico tardío que acreditan un estilo y una iconografía muy avanzados; las figuras, de perfil, están delimitadas por un grueso trazo negro y el cuerpo aparece coloreado con tintas.

### Posclásico
El período posclásico coincide con el surgimiento de las teocracias militares: mixtecos, toltecas y aztecas, estos últimos los más conocidos. Todos parecen tributarios, cada vez en mayor medida, de dioses que se nutren de los sacrificios humanos. En consecuencia, su arte escultórico es brutal y a menudo de lúcida e inquietante expresividad. Los toltecas esculpieron en piedra estatuas exentas de gran tamaño, como los atlantes de Tula, cuya expresión cruel, abstracción y gigantismo han causado hondo impacto en los escultores modernos. Los mixtecos ejecutaron pinturas al fresco y, muy en especial, ilustraron códices con figuras de coloración plana envueltas en un tupido entramado de motivos geométricos. También trabajaban con gran maestría las piedras finas, las plumas, la cerámica y el oro. El arte azteca se manifiesta en particular en sus monolíticas esculturas, de una expresividad terrorífica, tallas muchas veces con extraordinario primor en las piedras más duras. Una de las piezas más conocidas es la de una diosa parturienta cuyo semblante trasluce una angustia sin concesiones.
En esta época se desarrollaron las técnicas para fundir y trabajar metales como oro, plata y cobre. Estas técnicas se inventaron en la región andina y probablemente llegaron a Mesoamérica a través de comerciantes que navegaban por las costas del Océano Pacífico. Aunque los pueblos del Postclásico fueron artesanos maravillosos, no utilizaron los metales con fines prácticos, sino únicamente en la fabricación de joyas y adornos. Los toltecas fueron una importante civilización de esta época. 

#### El período posclásico maya
Se cuenta a partir de aproximadamente 950 d. C. Durante esta época la guerra era generalmente glorificada y prevalecía un aire militarista, que dio como resultado una expansión de la tribu maya. Recios guerreros profesionales, que tomaban sus nombres de animales, como coyote, jaguar y águila, condujeron la tribu a México. El grupo principal, llamados toltecas, que significa artífices, establecieron su capital en Tula, cerca de Teotihuacán, en México, siendo dirigidos por el rey Topiltzin, que reclamaba el título de Quetzalcoatl, o serpiente emplumada, el héroe de la mitología mexicana.
El estilo de decoración de sus vasijas se hizo en general más severo y abstracto. Mientras continuaban muchos estilos cie cerámica locales, predominaron dos estilos. El primero, conocido como estilo mazapán, se caracteriza por su decoración de líneas onduladas paralelas, pintadas con engobe rojo o blanco. Se hicieron bandejas, jarros, vasos cilíndricos, cuencos y vasos bi-cónicos, de una fina cerámica naranja y una superficie dura y lustrosa. El segundo grupo conocido como cerámica plomada, llamada así por su apariencia negra lustrosa, que se pensó originalmente que procedía del plomo, era de hecho el resultado de un control cuidadoso del horno. Las formas eran variadas pero todas eran negras, duras y brillantes.